# Abraham Johan Daniël Steenstra Toussaint (1904-1988)
Abraham Johan Daniël Steenstra Toussaint, (1904 - 1988) was een telg uit de familie Toussaint. Hij was diplomaat in Nederlandse dienst en daarna ondernemer.

## Diplomaat
Als diplomaat was zijn laatste standplaats Manilla, waar hij tot begin 1951 aanwezig was. Als onderdeel van zijn werk vertegenwoordigde hij er de KLM.

## Thomsen
Na zijn diplomatieke carrière werd hij directeur van Thomsen's Havenbedrijf in Rotterdam. In die hoedanigheid richtte hij, met de openstelling voor de burgerluchtvaart van de luchthaven Zestienhoven (Rotterdam The Hague Airport) in zicht, voor een viertal havenbedrijven in 1956 Rotterdam Air op. Het bedrijf moest inspelen op de vervoersbehoefte van passagiers naar Groot-Brittannië en vrachtvervoer naar het Duitse achterland. Later werden er zusterorganisaties te Schiphol (Amsterdam Air) en luchthaven Beek (Limburg Air) opgericht.

## Luchtvaart
Aan het einde van de jaren 1950 begon de luchtvaart gericht op zuidelijke bestemmingen zich te ontwikkelen. Zo voerden Engelse luchtvaartmaatschappijen vluchten uit op Noord-Italië, de Franse Cote d'Azur en Noord-Spanje. Op de luchthaven Beek, nu Maastricht Aachen Airport, was dan een tussenlanding gepland. Steenstra Toussaint speelde op deze marktontwikkelingen in door samen met C. Bredius in 1959 Euravia N.V. te Beek op te richten. Het bedrijf wist de hand weten te leggen op een DC-4. Contracten met Britse touroperators werden opgesteld en het toestel voorzien van een afbeelding van de Limburgse leeuw, werd gepresenteerd aan Limburgse belanghebbenden. Onder Britse registratie werden enkele vluchten uitgevoerd. Daarna ging het toestel naar Zestienhoven en vraagt Euravia bij de Nederlandse luchtvaartautoriteiten een vergunning aan. Die vergunning komt er echter niet, de Rijksluchtvaartdienst keurt het toestel af. Wel krijgt het bedrijf een vergunning om chartervluchten uit te voeren. De activiteiten komen echter niet van de grond en de rechten van Euravia worden verkocht aan een lokale reisorganisatie.

### Transavia
In 1965 melden diverse dagbladen de voorbereiding van de oprichting van Transavia Limburg N.V., men zoekt personeel en er is contact met George Richardson, mede-eigenaar van Belgian International Air Services, teneinde een DC-3 te verkrijgen. Op 12 januari 1966 krijgt Transavia Limburg toestemming om vanaf Maastricht en Rotterdam chartervluchten uit te voeren. De beoogde DC-3 (Dakota): PH-RIC c/n: 32872 werd bij British United Channel Airways verkregen en beschilderd in de kleuren van de nieuwe maatschappij. Er wordt een directeur aangesteld: Richard van Rees afkomstig van KLM. Steenstra Toussaint wordt commissaris. Transavia Limburg N.V. komt desalniettemin niet van de grond. De aandelen worden door derden overgenomen en Transavia zal later dat jaar onder andere bewindvoering een succesvolle start maken.